# Phryganea japonica
Phryganea japonica är en nattsländeart som beskrevs av Mclachlan 1866. Phryganea japonica ingår i släktet Phryganea och familjen broknattsländor. Inga underarter finns listade i Catalogue of Life.